# Thomas Hecken
Thomas Hecken (* 1964 in Bochum) ist ein deutscher Literatur- und Kulturwissenschaftler mit dem Forschungsschwerpunkt Popkultur.

## Leben und Arbeit
Hecken studierte Germanistik und Philosophie an der Ruhr-Universität Bochum. Während seines Studiums war er in den 1980er Jahren als Publizist und Journalist tätig und hat Artikel u. a. für Spex, Elaste und Der Alltag geschrieben. Er promovierte im Jahr 1997 und habilitierte sich im Jahr 2003, bevor er ab 2004 als Privatdozent und ab 2007 als Vertretungsprofessor für Neugermanistik am Germanistischen Institut der Ruhr-Universität Bochum arbeitete. Er war bis März 2025 Professor für Neuere deutsche Literatur an der Universität Siegen.
In seinen kulturtheoretischen Arbeiten befasst er sich mit der Geschichte, der Kritik und den Konzepten der Popkultur. Er hat wesentlich zur wissenschaftlichen Aufarbeitung von Theorien der Popkultur sowie zu ihrer begrifflichen Analyse beigetragen. Seit 2006 gibt er die Buchreihe „Schriften zur Popkultur“ heraus, die im Posth Verlag veröffentlicht wird. Im Jahr 2012 hat er die Zeitschrift POP. Kultur und Kritik gegründet, die im Transcript Verlag und Online erscheint und die wichtigsten Tendenzen der aktuellen Popkultur in den Bereichen Musik und Mode, Politik und Ökonomie, Internet und Fernsehen, Literatur und Kunst analysiert und kommentiert. Zu einem weiteren wichtigen Forschungsfeld gehört die Auseinandersetzung mit dem Begriff der Avantgarde.

## Schriften (Auswahl)
- Gestalten des Eros. Die schöne Literatur und der sexuelle Akt. Westdeutscher Verlag, Opladen 1997, ISBN 3-531-12901-5 (Zugleich: Bochum, Universität, Dissertation, 1996).
- Witz als Metapher. Der Witz-Begriff in der Poetik und Literaturkritik des 18. Jahrhunderts. Francke, Tübingen 2005, ISBN 3-7720-8116-9.
- Gegenkultur und Avantgarde 1950–1970. Situationisten, Beatniks, 68er. Francke, Tübingen 2006, ISBN 3-7720-8157-6.
- Avantgarde und Terrorismus. Rhetorik der Intensität und Programme der Revolte von den Futuristen bis zur RAF. transcript, Bielefeld 2006, ISBN 3-89942-500-6.
- Populäre Kultur (= Schriften zur Popkultur. 1). Mit einem Anhang „Girl und Popkultur“. Posth, Bochum 2006, ISBN 3-9810814-1-2.
- Theorien der Populärkultur. Dreißig Positionen von Schiller bis zu den Cultural Studies. transcript, Bielefeld 2007, ISBN 978-3-89942-544-4.
- 1968. Von Texten und Theorien aus einer Zeit euphorischer Kritik. transcript, Bielefeld 2008, ISBN 3-89942-741-6.
- Pop. Geschichte eines Konzepts 1955–2009. transcript, Bielefeld 2009, ISBN 978-3-89942-982-4.
- mit Sara Hakemi: Ulrike Meinhof (= Suhrkamp-BasisBiographie. 33). Suhrkamp, Berlin 2010, ISBN 978-3-518-18233-8.
- Das Versagen der Intellektuellen. Eine Verteidigung des Konsums gegen seine deutschen Verächter. transcript, Bielefeld 2010, ISBN 978-3-8376-1495-4.
- Avant-Pop. Von Susan Sontag über Prada und Sonic Youth bis Lady Gaga und zurück (= Schriften zur Popkultur. 7). Posth, Berlin 2012, ISBN 978-3-9810814-9-7.
- mit Marcus S. Kleiner und André Menke: Popliteratur. Eine Einführung. Metzler, Stuttgart 2015, ISBN 978-3-476-02535-7.

## Herausgebertätigkeit (Auswahl)
- Zeitschrift POP. Kultur und Kritik. transcript, Bielefeld 2012 ff., ISSN 2194-6981.
- Der Reiz des Trivialen. Künstler, Intellektuelle und die Popkultur. Westdeutscher Verlag, Opladen 1997, ISBN 3-531-12883-3.
- mit Axel Spree: Nutzen und Klarheit. Angloamerikanische Ästhetik im 20. Jahrhundert (= KunstPhilosophie. 3). Mentis, Paderborn 2002, ISBN 3-89785-188-1.
- mit Marcel Wrzesinski: Philosophie und Popkultur (= Schriften zur Popkultur. 5). Posth, Bochum 2010, ISBN 978-3-9810814-6-6.
- mit Marcus S. Kleiner: Handbuch Popkultur. Metzler, Stuttgart 2017, ISBN 978-3-476-02677-4.